# El Recreo
El Recreo – miasto w Wenezueli, w stanie Apure, w gminie San Fernando.
Według danych szacunkowych na rok 2011 liczyło 23 077 mieszkańców.